# Grömitz
Grömitz er en by og kommune i det nordlige Tyskland, beliggende under Kreis Østholsten, i delstaten Slesvig-Holsten.

## Geografi
Grömitz ligger på halvøen Wagrien på den nordvestlige kyst af Lübeck Bugt, omkring 10 km nordøst for Neustadt in Holstein i nærheden af Fugleflugtslinjen.
Ud over Grömitz ligger i kommunen disse landsbyer og bebyggelser Brenkenhagen, Brunsteen, Cismar, Cismarfelde, Goldberg, Groß-Horst, Gruberhagen, Grömitz (Dorf), Grönwohldshorst, Guttau, Henriettenhof, Hohehorst, Hohelieth, Jasen, Karlsruh, Kattenberg, Klockenhagen, Klostersee, Kojendiek, Kolauerhof, Krähenberg, Körnick, Körnickerfelde, Langenkamp, Lenste, Lensterbek, Lensterstrand, Moorhof, Morest, Niehof, Nienhagen, Poggenpohl, Rittbruch, Rotenhuse, Rüting, Sandberg, Schleuse, Schütthörn, Stadtfurth, Suxdorf, Söhlen, Voßberg, Wintersberg og Ziegelhof.
Kloster Cismar nord for byen, var fra 1245 til 1561 et benediktinerkloster.
Grömitz er efter Sankt Peter-Ording og Westerland det tredjevigtigste ferieområde i Slesvig-Holsten.